# 麥克·F·多伊爾
麥克·F·多伊爾（Michael F. Doyle；1953年8月5日—）是美國的一位政治人物。

## 生平
自2003年開始，他是賓夕法尼亞州第4選舉區選出的美國眾議院議員。他的黨籍是民主黨。多伊爾畢業於賓夕法尼亞州立大學。從1995年開始，多伊爾就是美國眾議院議員。